# Кайфенхайм
Кайфенхайм (нем. Kaifenheim) — община в Германии, в земле Рейнланд-Пфальц. 
Входит в состав района Кохем-Целль. Подчиняется управлению Кайзерзеш.  Население составляет 824 человека (на 31 декабря 2010 года). Занимает площадь 6,17 км².